# Emilian-Valentin Frâncu
Emilian-Valentin Frâncu (n. 13 februarie 1956, Râmnicu Vâlcea) este un politician român. Acesta a ocupat funcțiile de senator de Vâlcea și primar al orașului Râmnicu Vâlcea.

## Biografie

### Activitate profesională
Între 1981 și 1995 a fost inginer și, apoi, șef CTC la Direcția de Poștă și Telecomunicații Vâlcea. Între 1995 și 2004 a fost director general la Regal SRL (Radio și TV Vâlcea 1-4).
Din 1997 până în 1999 a fost vicepreședinte la Asociația Patronală a Întreprinzătorilor Mici și Mijlocii din Județul Vâlcea (APIMM), apoi președinte până în 2006.
Între anii 2000 și 2004 a fost consilier județean al Consiliului Județean Vâlcea.
În legislatura 2004 – 2008 a fost deputat, membru în Comisia pentru cultură, arte, mijloace de informare în masă. În legislatura 2008-2012, Emilian Valentin Frâncu a fost senator în Parlamentul României.

### Activitate civică și culturală
A înființat la 13 ianuarie 1990, împreună cu Alex Parolea Moga, primul săptămânal particular postdecembrist din România: REPORTER.
A înființat succesiv la Râmnicu Vâlcea, Horezu, Drăgășani și Bălcești posturile de Radio și TV locale Vâlcea 1-4 (în perioada 1993-1998).
A înființat “Agenția de monitorizare și sondare a opiniei publice Kassandra” în 1999.
Între 1988 și 2007 este președintele filialei Vâlcea a Asociației Filateliștilor din România.
Din 1991 până în 1998 este membru în Societatea Ziariștilor din România (SZR) și în Organizația Internațională a Jurnaliștilor (OIJ).
Este vicepreședintele filialei Vâlcea a Asociației Generale a Inginerilor din România (AGIR) din 1996 până în 2007.
Între anii 1992 și 1995 este membru în Alianța Civică.
În 1998 cofondează, împreună cu soția sa, Droseta Frâncu, Fundația “Vâlcea 1″ care acordă anual premii de excelență în domeniul culturii vâlcene; prin fundație s-au efectuat donații numeroase de cărți, aparatură electronică, calculatoare, materiale de construcție la diverse instituții, biserici etc.
Din 2002 este membru fondator al Forumului Cultural al Râmnicului, până în 2006.
A înființat secțiile audiovizuale (premieră națională pentru centre județene) la Muzeul Județean de Istorie, la Arhivele Naționale Vâlcea și la Biblioteca Județeană “Antim Ivireanul”, prin donații de aparatură și casete audio-video.

### Activitate politică
Primarul din Râmnicu Vâlcea, condamnat la patru ani de închisoare pentru luare de mită Data publicării: 26.03.2014 13:47 Procurorii anticorupție spun că Emilian Frâncu ar fi cerut și primit de la un om de afaceri 20.000 de euro pentru a-i facilita acestuia obținerea contractului de construcție pentru pasajul suprateran din estul orașului. Pasajul traversează calea ferată, iar construcția a început în luna iulie a anului 2012. Procurorii spun că banii ar fi trebuit să ajungă la edil prin intermediul unei colaboratoare. Aceasta i-ar fi primit într-un plic, înmânat de omul de afaceri interesat de obținerea contractului. Emilian Frâncu este al doilea primar al municipiului Râmnicu Vâlcea acuzat de luare de mită. În ianuarie 2010, fostul primar al orașului, Mircia Gutău, a fost condamnat definitiv la trei ani și șase luni de închisoare cu executare, tot pentru luare de mită. Fostul edil a ajuns după gratii pentru că a cerut 50.000 de euro de la patronul unei firme, pentru a-i elibera un certificat de urbanism.
Citește mai mult la: https://www.digi24.ro/stiri/actualitate/justitie/primarul-din-ramnicu-valcea-condamnat-la-patru-ani-de-inchisoare-pentru-luare-de-mita-220238
A fost consilier județean (2000-2004) mandat în care s-a realizat finalizarea clădirii BIBLIOTECII JUDEȚENE Vâlcea, a fost un activ susținător al începerii construcției TEATRULUI DE STAT „Anton Pann” și s-a opus retrocedării MUZEULUI SATULUI.
A fost ales apoi DEPUTAT și ulterior SENATOR.
În ultimii 8 ani de mandat ca parlamentar, a reprezentat județul Vâlcea printr-o activitate intensă în Parlament, aducând pentru județ și pentru municipiul Râmnicu Vâlcea fonduri semnificative. Activitatea sa de parlamentar a fost legată de răscumpărarea, construirea sau modernizarea unor clădiri de patrimoniu cultural și spiritual deosebit de importante: TEATRUL ANTON PANN, CASA SIMIAN-MUZEUL DE ARTĂ, SEMINARUL TEOLOGIC, CINEMATOGRAFUL FLACĂRA etc.
A reușit să convingă Guvernul Tăriceanu să aloce suma necesară pentru a relua lucrările la fostul „azil de batrâni” din Râmnicu Vâlcea – obiectiv aflat în stare de ruină. Cu sprijinul său, al guvernului liberal de atunci și cu efortul ulterior al administrației locale, s-au dat în folosință, acolo, până în 2011, aproape 100 de LOCUINȚE SOCIALE.
În aceeași perioadă a făcut un lobby activ pentru alocarea de fonduri pentru municipiul Râmnicu Vâlcea pentru investiții importante în oraș.
A reușit prin activitatea desfășurată pe lânga instituțiile guvernamentale să introducă municipiul Râmnicu Vâlcea în Programul Operațional Regional (POR) 2007-2013 și, la 17 septembrie 2008, pe lista celor 13 orase din România care beneficiază de statutul de POL DE DEZVOLTARE URBANĂ, ceea ce permite acum administrației locale accesul la 38.2 milioane de EURO, orașul Râmnicu Vâlcea putând sa fie considerat prioritar pentru investițiile bugetate de stat.
Emilian Frâncu a promovat în Parlamentul României LEGEA ZONELOR METROPOLITANE prin care se poate sprijini dezvoltarea în viitor a municipiului Râmnicu Vâlcea și a inițiat LEGEA PARTENERIATULUI PUBLIC-PRIVAT, care va permite investiții importante.
A sprijinit școala vâlceană prin atragerea de fonduri în vederea dezvoltării infrastructurii și promovarea valorilor tinerei generații. A sprijinit de asemenea modernizarea și dotarea cu aparatură a spitalelor vâlcene, convingând Guvernul României să aloce sumele necesare.
Ca deputat și apoi ca senator a devenit liderul parlamentarilor din punct de vedere al numărului de întrebări și interpelări adresate guvernelor României din ultimii 8 ani. Are cele mai multe luări de cuvânt în plenul Parlamentului și a depus până acum aproximativ 100 de propuneri legislative legate de creșterea pensiilor, indemnizația mamelor, sprijin pentru Oltchim SA Râmnicu Vâlcea, taximetrie, crearea de locuri de muncă etc.
Este Vicelider al Grupului PNL din Senatul României  și Vicepreședinte al Grupului Român al Uniunii Interparlamentare.
Conform biografiei sale oficiale, Emilian Valentin Frâncu a fost membru PCR din 1987, fără să dețină o funcție de conducere.
În cadrul activității sale parlamentare, Emilian Valentin Frâncu a fost membru în următoarele grupuri parlamentare de prietenie:
- în legislatura 2004-2008: Republica Coreea, Regatul Bahrein, Republica Populară Chineză,Regatul Norvegiei, Bosnia și Herțegovina, Irlanda, Republica Federativă a Braziliei;
- în legislatura2008-2012: Regatul Maroc, Republica Cuba, Republica Coreea, Republica Turcia, Regatul Spaniei, Republica Italiană.

## =Funcții în partide politice
- 1992 – 1993 – membru PAC.

- 1993 – 1998 – președinte PAC Vâlcea.

- 1998 – 2001 – vicepreședinte la PNL Vâlcea (după fuziunea PNL-PAC).

- 2001 – 2009 – președinte PNL Vâlcea și membru în Delegația Permanentă și CRN din PNL.

- 2007 – membru BPC al PNL (reprezentant al regiunii 4 Sud-Vest Oltenia).

## Activitate publicistică, științifică, în foruri academice
- Premiul “Crisalide” în domeniul creației literare (1969).

- Coautor al lucrării “Râmnicu Vâlcea - mică enciclopedie” (4 vol.), Ed. Anton Pann, 2003 împreună cu Ion Măldărescu.

- Director în perioada 1991-2004 al publicațiilor “Corespondent”, “Accent”, “Săgeata Liberală”, “Vâlcea magazin de la A la Z” etc.

- Coautor al lucrării “Istoria Învățămânului Vâlcean” (suport electronic), în colaborare cu prof. Gheorghe Simeanu.

- Coautor al lucrării “Istoria comunității catolice din județul Vâlcea”, Ed. Anton Pann, 2007, împreună cu regretatul Corneliu Tamaș.

- Coautor al lucrării “Enciclopedia județului Vâlcea” (2 vol.), împreună cu Ion Soare și colectiv, Ed. Fortuna, 2010.

- Autor al lucrării “Istoria județului Vâlcea”, 2011.

## Distincții, decorații
- normă de candidat de maestru la șah (1975).

- 1970 - 2004: zeci de premii la expoziții filatelice regionale și naționale (aur, vermeil, argint).

- 1975 - 1989: numeroase premii la concursuri de cultură generală naționale și regionale.

- 2001 - premiul I la Festivalul Internațional de film Eco-Etno-Folk cu filmul Urșani – templu al libertății țărănești, premiul “Penna dell Amicizia” la Festivalul Internațional de Film Turistic, Călimănești 1995, alte premii la festivaluri regionale și naționale cu diverse filme TV.